# Toribio del Campillo y Casamor
Toribio del Campillo y Casamor (Daroca, 1824-Madrid, 8 de febrero de 1900) fue un archivero, historiador y escritor español, también conocido por su pseudónimo Agustín Casamor.

## Biografía
Se formó entre su Daroca natal y Zaragoza, donde asistió al centro que los escolapios regentaban en la ciudad, y terminó sus estudios en la Universidad de Zaragoza. Aunque se licenció en derecho, fue desde 1860 miembro del Cuerpo Facultativo de Archiveros, Bibliotecarios y Arqueólogos, del que llegaría a ser un señalado miembro.
Como bibliotecario trabajó en la Biblioteca Universitaria de Madrid (antecedente de la actual Biblioteca de la Universidad Complutense) y en la Biblioteca Nacional, compaginándolos con la actividad docente como profesor de Paleografía antes de ser nombrado en 1875 catedrático de Bibliografía e Historia Literaria de la Escuela Superior de Diplomática.
Su obra propia está vinculada a la historia de su región natal, el Campo de Daroca. Denunció en 1871 el mal estado de los documentos históricos que se conservaban en Cariñena, recopilándolos y preservándolos en el Archivo Histórico Nacional. A raíz de ello publicó su obra más influyente, Documentos Históricos de Daroca y su comunidad, que, entre otras cosas, supuso la primera publicación contemporánea del Fuero de Daroca.
Además, estuvo también activo en su actividad docente y académica como archivero. Publicó varios trabajos sobre la historia de las bibliotecas española y fue director de la Revista de Archivos, Bibliotecas y Museos. Como tal, fue el portavoz de los denunciantes del mal estado del Archivo General de Simancas en 1877. Eduardo Ibarra lo incluyó como uno de los «eruditos de buena ley».
Se le consideraba de tendencias conservadoras y próximo al neocatolicismo. Fue miembro de la Unión Católica.
A día de hoy una calle lleva su nombre a las afueras de Daroca.

## Obras

### Libros
- Ensayo sobre los poemas provenzales de los siglos XII y XIII (1860).
- Índice alfabético de autores para facilitar el uso de las bibliotecas antigua y nueva de los escritores aragoneses dada a luz por el Dr. Félix de Latassa y Ortín (1877).
- El Cancionero de Pedro Marcuello (1899).
- Documentos históricos de Daroca y su Comunidad (1915).

### Separatas
- Santo Domingo de Silos. La Pintura en tabla procedente de la iglesia parroquial de su advocación en Daroca, y hoy colocada en el Museo Arqueológico Nacional (separata del Museo Español de Antigüedades).
- Centro de un tríptico de esmaltes con varios pasajes de la vida, pasión y muerte de Jesucristo (separata del Museo Español de Antigüedades).
- Apuntes acerca de una puerta procedente de Daroca, que se conserva en el Museo Arqueológico Nacional (separata del Museo Español de Antigüedades).

### Artículos en revistas (selección)
- «El Archivo de la Comunidad de Daroca. Noticias del abandono en que se halla su rica documentación e ingreso en el Archivo Histórico Nacional». Revista de Archivos, Bibliotecas y Museos. 1871.
- «La Biblioteca Universitaria de Madrid». Revista de Archivos, Bibliotecas y Museos 5. 1872.
- «La Biblioteca de San Isidro antes de ser pública». Revista de Archivos, Bibliotecas y Museos. 1873.
- «El Museo Arqueológico Nacional, I y II». Revista de Archivos, Bibliotecas y Museos 6 (12 y 14).
- «Carta con el comento». Revista de Archivos, Bibliotecas y Museos, III: 56-60 y 73-77. 1873.
- «La Alhacena de Jerónimo Zurita». Revista de  Archivos, Bibliotecas y Museos: 62-65. 1879.
- «La biblioteca del Doctor don Gabriel Sora». Revista de Aragón II (27): 212-213; 219-220. 1879.
- «Los esmaltes aragoneses». Revista de Aragón II (8-9): 62-65. 1879.

### Otros
- Exposición encareciendo la necesidad del traslado del archivo de Simancas (1877).
- Fuero de Daroca otorgado por Ramón Berenguer IV Conde de Barcelona y Príncipe de Aragón en 1142 (ed) (1898).